# 成都淮州机场
成都淮州机场是一座位于中华人民共和国四川省成都市金堂县白果街道的通用航空机场，于2021年6月11日正式运行，设有一条1200×30米跑道，为A1类通航机场，也是四川省内的第4座通用机场。